# Ventrikulärt extraslag
Ventrikulära extraslag eller VES, även kallat ventrikelprematurslag, hjärtkammarprematurslag och kammarextraslag är en arytmi med för tidigt hjärtslag i form av sammandragning av hjärtats kammare.
VES är vanligt vid alla hjärtsjukdomar och förekommer också hos friska personer. Ventrikulära extraslag utlöses av ektopiska foci i kammarmyokardiet eller från finare förgreningar av retledningssystemet i kammaren och ger upphov till ett avvikande kammarkomplex. Vissa läkemedel kan förvärra tillståndet. VES brukar ej behöva behandlas men de kan i vissa fall ge svåra besvär och kan då behöva behandlas med mediciner eller ablation. Vissa former av extraslag uppstår i höger kammare och vid dessa har en ablation mycket goda resultat.